# Bärenführen

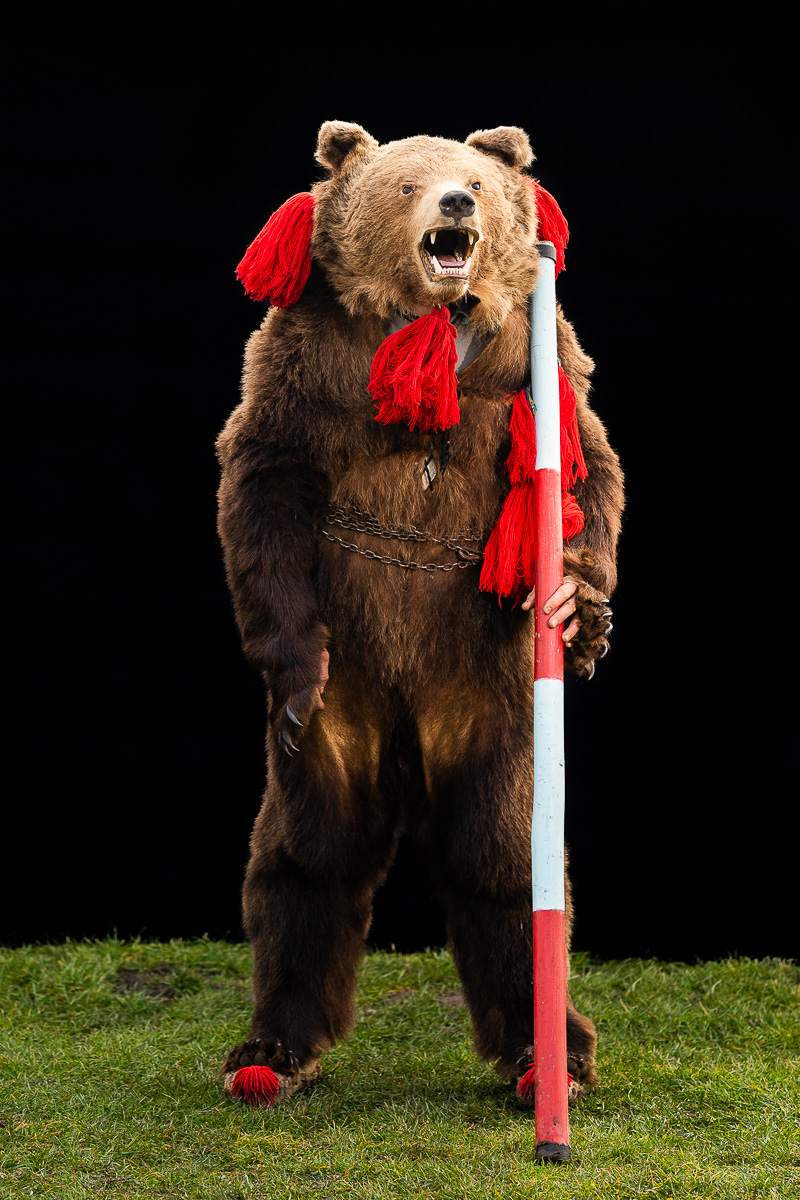
Rumänischer Bärentänzer

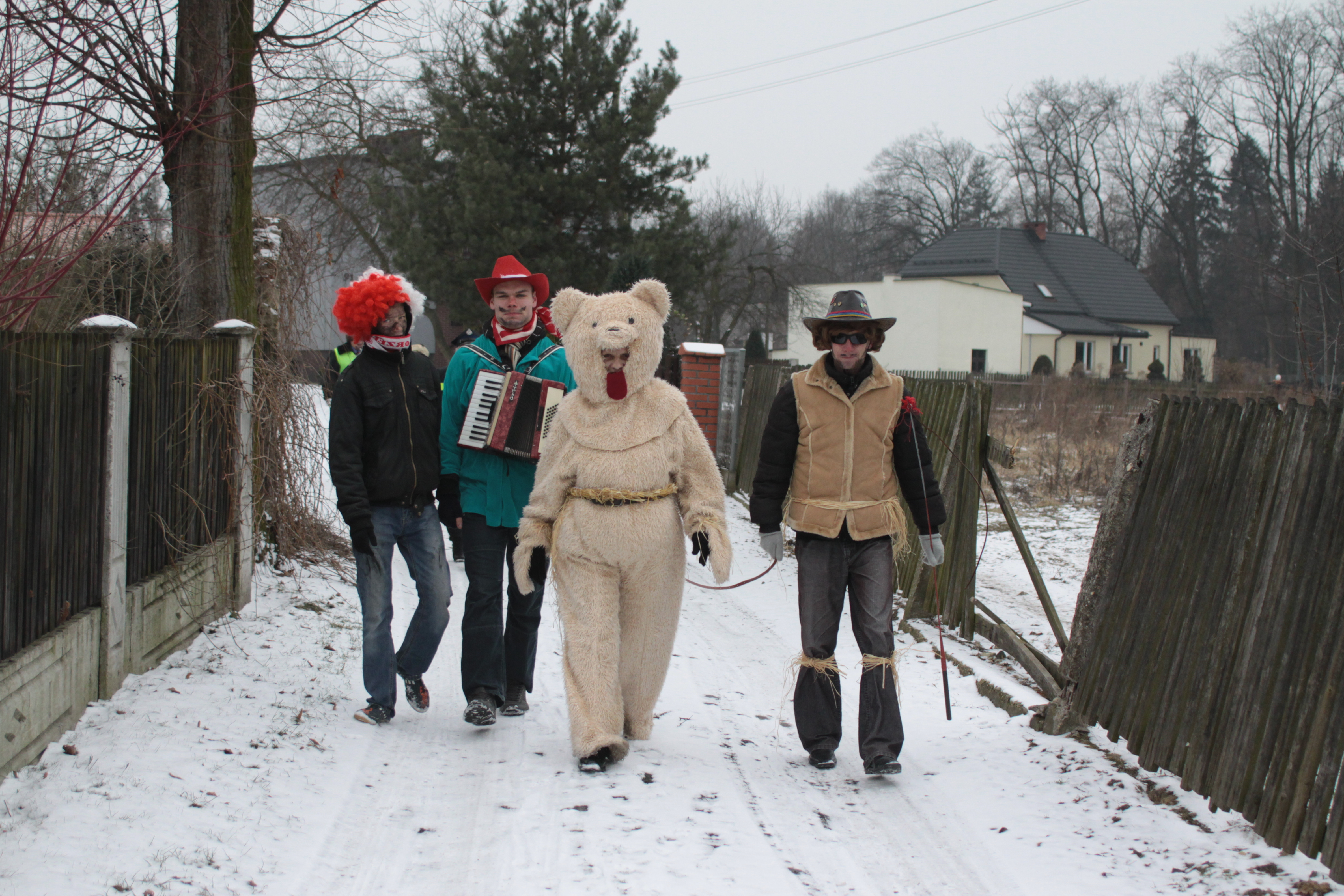
Bährenführen in Kochcice (Kochtschütz)

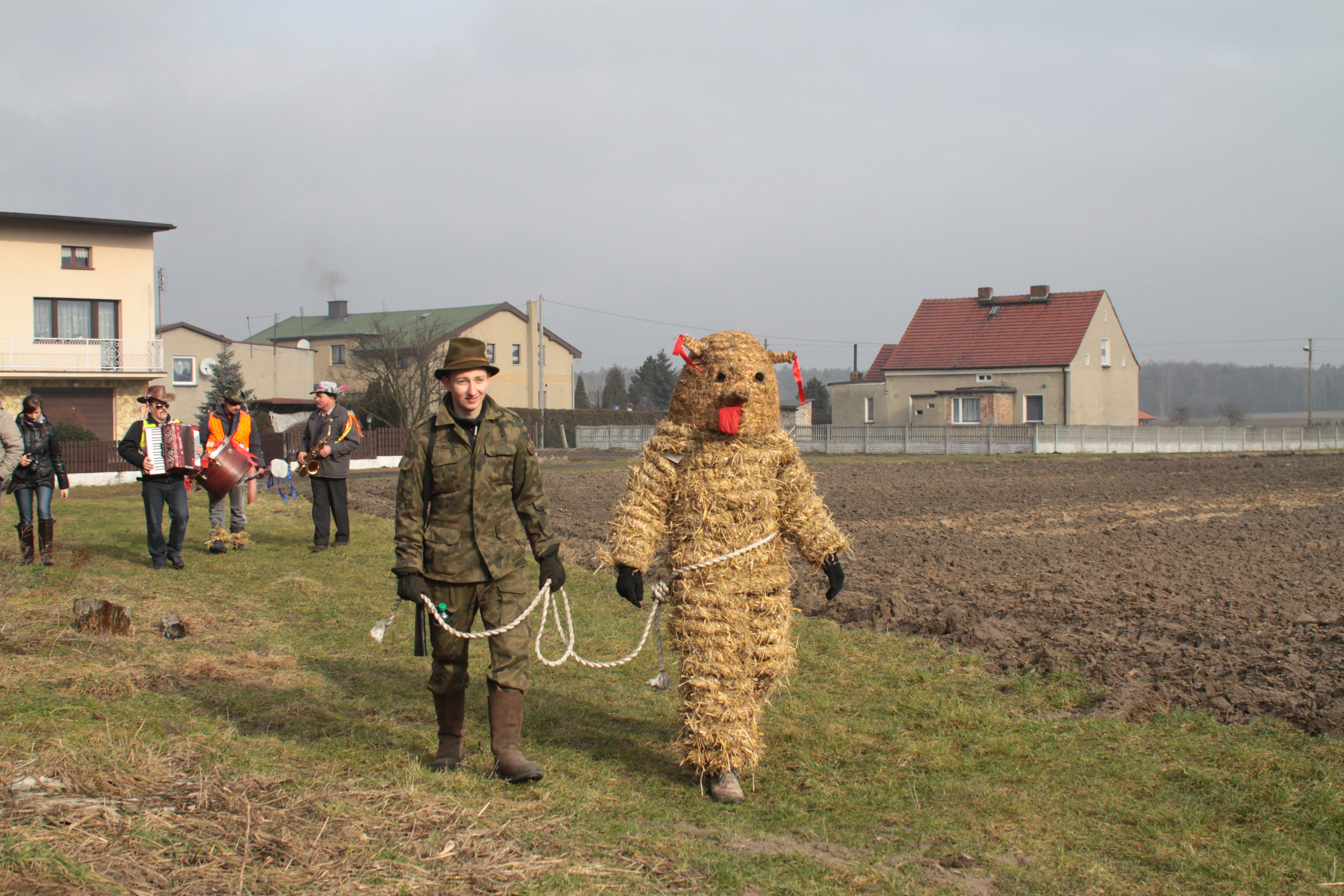
Połomia (Pohlom)

Das Bärenführen oder Bärentreiben ist ein traditioneller ländlicher slawisch-osteuropäischer Neujahrs- und Faschingsbrauch (Rumänien, Russland, Tschechien, Polen, Ukraine). 

## Beschreibung

### Schlesien
Der Brauch hat sich bis heute im westlichen Oberschlesien erhalten. Beim Bärenführen zieht eine verkleidete, meist aus jugendlichen Bewohnern bestehende Gesellschaft durch das Dorf, die die Szene einer Bährenführung nachstellt. Dabei ziehen sie von Haus zu Haus und sammeln Gaben (bsw. Eier, Süßigkeiten, Geld oder Alkohol) ein und fordern die Hausfrauen zum Tanz mit dem Bären auf. Der Tanz soll den Hausbewohnern für das ganze Jahr Glück bescheren. Der Hausherr sollte daneben die Faschingsgesellschaft mit Wodka bewirten. Währenddessen beschmieren der Teufel oder der Schornsteinfeger die Gesichter der beiden Hausbewohner mit Ruß.
Zur bunten Gesellschaft des Faschingsumzugs gehören neben dem an der Leine geführten Bären ein Schornsteinfeger, ein Förster, eine Zigeunerin, der Teufel, ein Pfarrer, ein Arzt, ein Polizist, der Tod, ein Hochzeitspaar u. a. Begleitet wird der Umzug von Musikern, die beispielsweise Akkordeon und Trommel spielen.
Traditionell besteht der Bär bzw. das Kostüm aus Stroh, ferner werden heute auch häufig Stoffkostüme benutzt. Das Strohbärkostüm sieht von Ort zu Ort unterschiedlich aus, so gibt es Kostüme, bei denen die Strohhalme abstehen oder auch Kostüme, bei denen das Stroh vorher zu groben oder zu feinen Zöpfen verarbeitet wurde. Der Bär symbolisiert das Böse.
Zum Schluss versammeln sich alle zum gemeinsamen Feiern, Tanzen und zum Essen der gesammelten Gaben. Dabei wird der Bär vor Gericht gestellt und wird zum Tode verurteilt. Das Urteil vollstreckt der Jäger.

### Rumänien
Das Bärentreiben (Bärentanz) ist in Rumänien ein Brauch, der heutzutage an Weihnachten und Silvester praktiziert wird, insbesondere in der Moldau-Region. Der Bär gilt als Glücksbringer. Das Ritual wird von Gruppen als Bären verkleideter Menschen praktiziert. Ihre Kostüme sind in der Regel aufwendig aus Bärenfellen hergestellt. Die Gruppen bestehen zudem aus Bärenführern und Musikern; jede Person von ihnen spielt eine bestimmte Rolle. Manchmal werden sie von als Eseln oder Ziegen Verkleideten begleitet. Der Brauch stammt ursprünglich aus dem Mittelalter, zudem gibt es in Rumänien die Tradition des Bärenführens lebender Bären, die von Roma (ursari) zu Unterhaltungszwecken dressiert wurden.